# ウィリアム・レンキスト
ウィリアム・ハブス・レンキスト（William Hubbs Rehnquist、1924年10月1日 - 2005年9月3日）は、アメリカ合衆国の法律家。アメリカ合衆国最高裁判所（連邦最高裁）の陪席裁判官（最高裁判事）、後に首席裁判官（最高裁長官）を務めた。連邦政府の権限拡大やプライバシーの権利、アファーマティブ・アクションなどについて批判的な判決を執筆しており、保守派判事として知られている。
下級裁判所において裁判官としての経歴が一切ない最高裁判事であり（合衆国憲法には最高裁判事の任用資格が書かれていないため、裁判官としての経歴がまったくない者でも大統領が指名し上院が承認すれば最高裁判事になることが出来る。歴史的にはそうした例は少なくないが、近年は連邦控訴裁判事などの経験が重視される傾向にある）、最高裁判事から事実上昇格した最高裁長官でもある（アメリカでは、最高裁判事と最高裁長官は別個に任命されることになっており、長官が死去または引退した場合には外部から新たな長官が任命されるのが普通で、現職の判事が長官に昇格した例は少ない）。長官在任19年という歴代第4位の記録を打ち立て、レンキスト・コートと呼ばれる一時代を築き上げた。
レンキスト・コートは本人の保守色もあり「司法の政治化」、そして最高裁のみならずアメリカを保守化したという見方がある一方、優れた手腕と人柄により、ウォーレン長官時代（1953年 - 1969年）にやや行き過ぎたリベラルな判決を修正し、国民の多数の感情と歩調を合わせた判断を下したという評価もある。また、多分に偶然とはいえ1994年から2004年までは9人の判事の交代が一切なく、このようなことは歴史的に見て比較的異例であったが、結果的に最高裁判断の安定性に繋がったとも評されている。

## 来歴
レンキストはウィスコンシン州ミルウォーキーで生まれた。父ウィリアム・ベンジャミン・レンキストは紙や印刷装置、医療用品等を取り扱う商人であり、母マージェリー・レンキストは翻訳家・主婦だった。同州ショアウッドで育ったレンキストは、ショアウッド高校を卒業後の1942年、オハイオ州ガンビアのケニオン大学に進学したが、翌年第二次世界大戦中のアメリカ陸軍航空軍に入隊した。第二次世界大戦終了後スタンフォード大学に入学、1948年に政治学で学士号・修士号を取得した。1950年にハーバード大学に進学し行政学修士号を取得、スタンフォード大学ロースクールに再入学し、1952年に卒業した。同ロースクールでは後に最高裁で同僚となるサンドラ・デイ・オコナーと同級だった。
ロースクールを卒業したレンキストは、最高裁判事ロバート・ジャクソンの元で助手を務める。助手時代に書かれたメモの一つに、「分離すれども平等」として公共施設における人種隔離を正当化した1896年のプレッシー対ファーガソン裁判の判決を支持したものがあり、後に問題となった。レンキスト本人は、メモの内容はジャクソン判事の見解であり彼個人のものではないと主張した。その後アリゾナ州フェニックスで弁護士として勤務する傍ら、共和党の選挙活動に関わった。リチャード・ニクソンの大統領就任後、レンキストは司法省入りし、法律顧問局で司法長官ジョン・ミッチェルを補佐した。司法省で優遇されていたことから、レンキストはウォーターゲート事件における内部告発者（ディープ・スロート）だったのではないかと長年みられていたが、2005年に元連邦捜査局副長官マーク・フェルトが真の情報漏洩者であると名乗り出たため、この疑いは晴れた。

## 最高裁判事時代
レンキストは最高裁判事ジョン・マーシャル・ハーランの後任としてニクソン大統領の指名を受け、1972年1月7日に最高裁判事に就任した。レンキストはプライバシー権の拡大に反対し、連邦政府よりも州の権限を重視するなど、当時の最高裁では最も保守的な判事だった。学校における人種差別廃止への裁判所の関与に反対し、またロー対ウェイド事件においては女性の中絶の権利を否定する反対意見を書き、また学校での礼拝や死刑制度を支持した。当時は単独で反対意見を執筆することが多かったが、以後の判事の交代では共和党の大統領に指名された最高裁判事が多かったため、レンキストの考えは徐々に他の判事にも受け入れられていった。
1986年、最高裁長官のウォレン・バーガーの引退を受けて、ロナルド・レーガン大統領はレンキストをその後任に指名、上院での承認を経て9月26日に長官に就任した。レンキストは憲法上の州の権限拡大を主張し、1995年の合衆国対ロペス事件では、学校の周辺での銃の所持を禁じた連邦法が憲法の定めた連邦議会の権限を越えており違憲とする多数意見を執筆した。またゼルマン対シモンズ－ハリス事件でレンキストは、政教分離を緩やかに解釈し、宗教系の私立学校への公金支出となるスクール・バウチャー制度について合憲判断を下した多数意見を書いた。
レンキストは1999年、ビル・クリントン大統領の弾劾裁判を指揮した。また2000年のブッシュ対ゴア事件では、レンキストはフロリダ州に票の再集計停止を命じジョージ・W・ブッシュの大統領選勝利を決定づけた多数意見に参加、同意意見を述べた。
2004年10月、最高裁はレンキストが甲状腺ガンと診断されたとを発表した。2004年末から2005年3月にかけて口頭弁論を欠席したものの、この間もレンキストは最高裁の審議・判決に関与し続けた。
レンキストは2005年9月3日、バージニア州アーリントンで在職のまま死去した。遺体はアーリントン国立墓地に埋葬されている。
レンキストは1953年にナタリー・ナン・コーネルと結婚しており、二人の間にはジェイムズ、ジャネット、ナンシーの3人の子どもがいる。